# Aldan Rock
Der Aldan Rock ist ein dreieckiger und bis zu 15 m hoher Klippenfelsen in der South Bay der Livingston-Insel im Archipel der Südlichen Shetlandinseln. Er ist der größte einer Gruppe von Felsen, die östlich des Hannah Point liegen.
Luftaufnahmen entstanden zwischen 1956 und 1957 bei der Falkland Islands and Dependencies Aerial Survey Expedition. Die Benennung nahm das UK Antarctic Place-Names Committee im Jahr 2003 vor. Der weitere Benennungshintergrund ist nicht überliefert.